# NGC 6118
NGC 6118 est une galaxie spirale située dans la constellation du Serpent. Sa vitesse par rapport au fond diffus cosmologique est de 1 655 ± 6 km/s, ce qui correspond à une distance de Hubble de 24,4 ± 1,7 Mpc (∼79,6 millions d'al). NGC 6118 a été découverte par l'astronome germano-britannique William Herschel en 1785.
La classe de luminosité de NGC 6118 est III-IV et elle présente une large raie HI. Elle renferme également des régions d'hydrogène ionisé. De plus, c'est une galaxie du champ, c'est-à-dire qu'elle n'appartient pas à un amas ou un groupe et qu'elle est donc gravitationnellement isolée.
En raison d'une brillance de surface égale à 14,08 mag/am2, on peut qualifier NGC 6118 de galaxie à faible brillance de surface (LSB en anglais pour low surface brightness). Les galaxies LSB sont des galaxies diffuses (D) avec une brillance de surface inférieure de moins d'une magnitude à celle du ciel nocturne ambiant.
À ce jour, 32 mesures non basées sur le décalage vers le rouge (redshift) donnent une distance de 20,637 ± 3,866 Mpc (∼67,3 millions d'al), ce qui est à l'intérieur des valeurs de la distance de Hubble. Notons cependant que c'est avec la valeur moyenne des mesures indépendantes, lorsqu'elles existent, que la base de données NASA/IPAC calcule le diamètre d'une galaxie et qu'en conséquence le diamètre de NGC 6118 pourrait être d'environ 36,4 kpc (∼119 000 al) si on utilisait la distance de Hubble pour le calculer.

## Observation
La galaxie NGC 6118 est située près de l'équateur céleste et c'est un objet dont la brillance de surface est plutôt faible ce qui la rend vraiment difficile à observer avec un petit télescope. Certains amateurs l'ont surnommée la galaxie clignotante, parce qu'elle est visible dans leur télescope pour une certaine position et qu'elle disparait lorsque la position de l'œil change.

## Supernova
Deux supernovas ont été observées dans NGC 6118 : SN 2004dk et SN 2020hvp.

### SN 2004dk
Cette supernova a été découverte le 30 juillet 2004 par  J. Graham et W. Li dans le cadre du programme LOSS (Lick Observatory Supernova Search) de l'observatoire Lick. Cette supernova était de type Ib.

### SN 2020hvp
Cette supernova a été découverte le 21 avril 2020 par le relevé astronomique ATLAS (Asteroid Terrestrial-impact Last Alert System). D'une magnitude apparente de 18,1 au moment de sa découverte, elle était de type Ib. Sa distance par rapport à la Terre a pu être estimée à environ 27 Mpc (∼88,1 millions d'al).

## Galerie

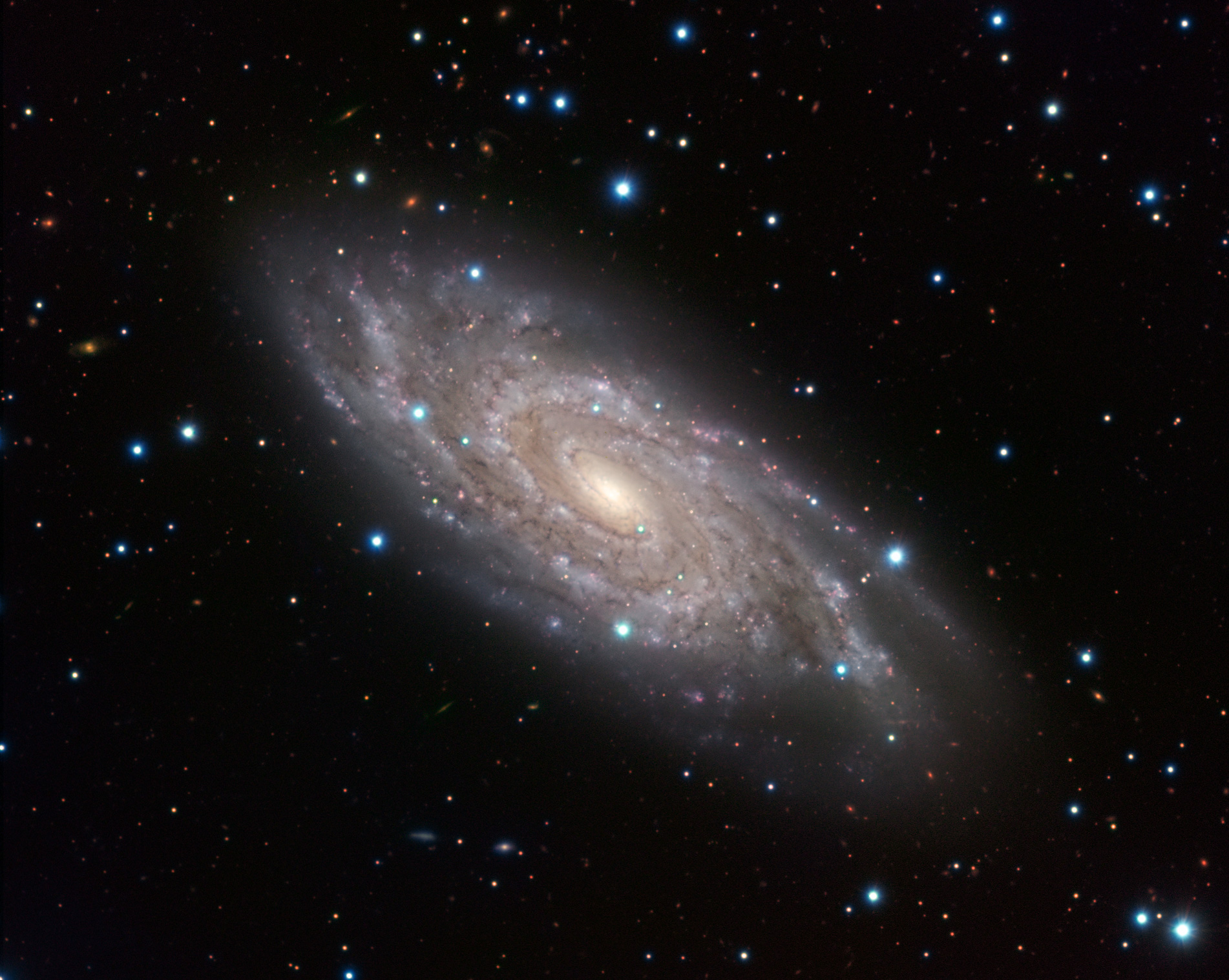
NGC 6118 par le Très Grand Télescope de l'Observatoire européen austral.
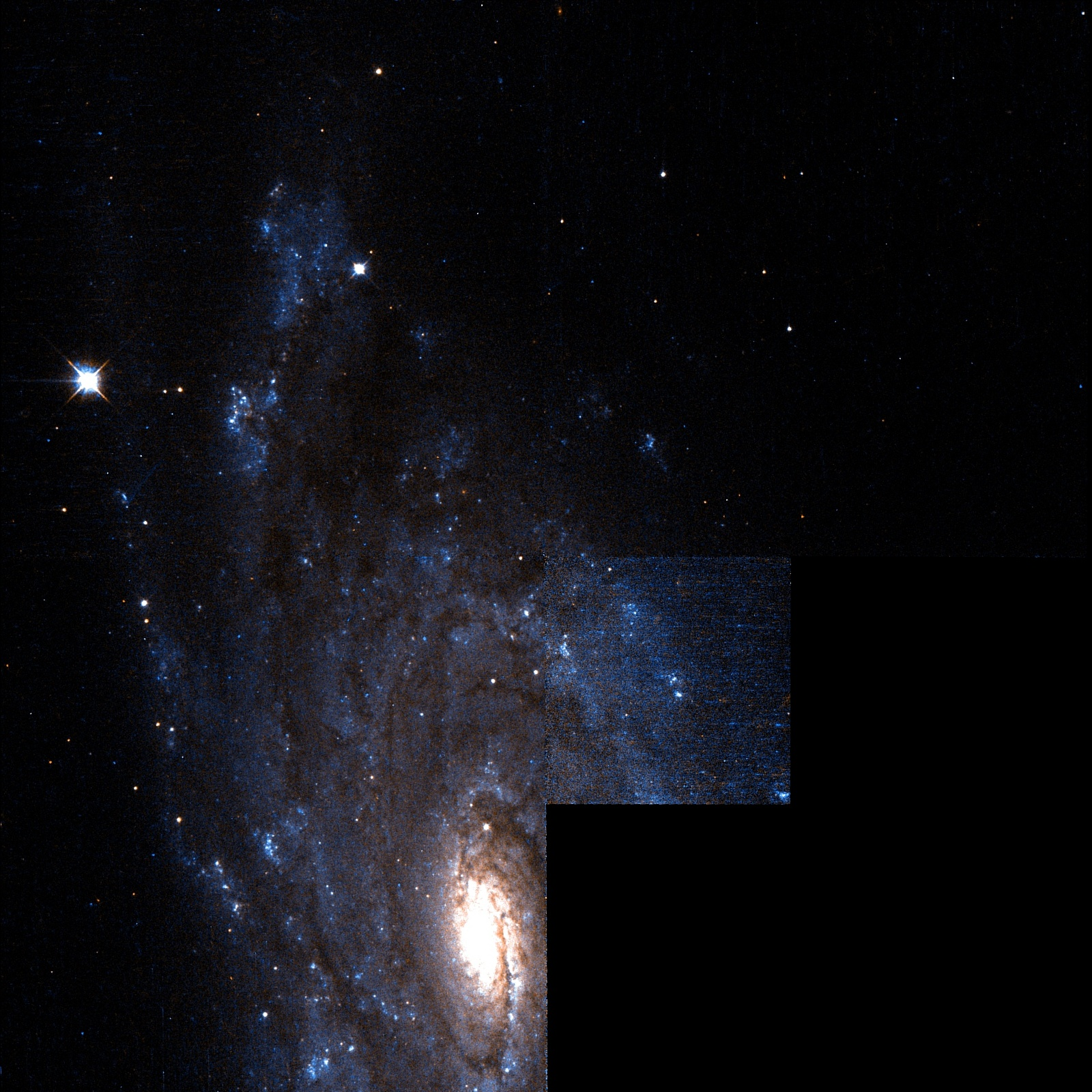
NGC 6118 par le télescope spatial Hubble.